# アラン・ダルブレ

「道化戦争」直前の1477年のフランス王家の土地、独立公国および各領主の領地

アラン・ダルブレ（フランス語：Alain d'Albret, 1440年 - 1522年）は、有力なフランス貴族。大卿（le Grand）と呼ばれる。アルブレ領主、タルタ子爵、2代グラーヴ伯およびシャルトル伯。ジャン1世・ダルブレとカトリーヌ・ド・ロアンの息子。シャルル2世・ダルブレの孫で相続人となり、1471年に祖父の跡を継いだ。
アランは統治を行った半世紀の間、父親の例に従い効果的である以上に扇動的な政治的方針を取り、同時代においてヨーロッパで最も有名な人物の一人となった。

## 生涯

### 経歴
アランは当初、フランス王ルイ11世への忠誠により恩恵を受け、これにより自身の領地を拡大した。アランはペリゴール女伯フランソワーズと結婚し、これによりペリゴール伯領、リモージュ子爵領およびブルターニュ公に対しパンティエーヴルを請求する権利を得た。
アランは後にアルマニャックを手に入れ、息子ジャンをナバラ女王でフォワおよびビゴールの女子相続人であったカタリナと結婚させた。

### 道化戦争
この時、アランはブルターニュ公フランソワ2世の娘で継承者のアンヌ・ド・ブルターニュと結婚してブルターニュ公国を支配し、権力基盤を固めようと考えた。アランはいわゆる道化戦争の間に、ブルターニュ公国を支援してフランス王に対し反乱を起こした。しかし、1487年にブルターニュ公を支援することができず、アランの陰謀は失敗に終わり敗北した。翌年、アランは海路で援軍を連れてきたが、サン＝トーバン＝デュ＝コルミエの戦いにおいてルイ2世・ド・ラ・トレモイユに敗北した。しかし、アランはフランソワ2世の遺領に対する権利を主張し続け、自身のガスコーニュ軍でナントを占領した。アランはいまだにアンヌと結婚してブルターニュ公国を継承することを望んでおり、フランスがアランとアンヌの結婚を支援するという合意と引き換えに、ナントをフランス王軍に引き渡すことが好都合であることに気づいた。しかし、アンヌはアランと結婚するつもりはなく最終的にフランス王と結婚し、ブルターニュを支配するというアランの野望は潰えた。

## 家族
ブルターニュにおける敗北にもかかわらず、アランは1499年5月にチェーザレ・ボルジアと結婚した娘のシャルロットを通じて、他家とのつながりを確立した。
1470年にシャティヨン家のリモージュ子爵ギヨームの娘ペリゴール女伯フランソワーズ・ド・シャティヨン＝リモージュと結婚し、以下の子女をもうけた。
- ジャン2世（1469年 - 1516年） - 1484年にナバラ女王カタリナと結婚し、ナバラ王（フアン3世）となった。孫のジャンヌ・ダルブレはヴァンドーム公アントワーヌと結婚し、後のフランス王アンリ4世の母となった。
- ガブリエル - アヴェーヌ＝シュル＝エルプ領主
- アマニュー（1478年 - 1520年） - パミエ、コマンジュおよびレスカーの司教。後に枢機卿となる。
- シャルロット（1480年 - 1514年） - シャリュ女領主。チェーザレ・ボルジアと結婚。
- ピエール - ペリゴール伯
- ルイーズ（1531年没） - リモージュ女子爵。1495年にシメイ伯シャルル1世・ド・クロイと結婚。
- イザベル - キャプタル・ド・ビュシュおよびケンダル伯ガストン2世・ド・フォワと結婚